# NGC 2311
NGC 2311 је расејано звездано јато у сазвежђу Једнорог које се налази на NGC листи објеката дубоког неба.
Деклинација објекта је - 4° 36' 41" а ректасцензија 6h 57m 47,5s. Привидна величина (магнитуда) објекта NGC 2311 износи 9,6. NGC 2311 је још познат и под ознакама OCL 553.